# Monica Mosca
Monica Mosca (Milano, 10 agosto 1965) è una giornalista italiana.

## Biografia
Monica Mosca ha iniziato la sua carriera giornalistica nel 1988 collaborando con il settimanale Annabella per poi essere assunta nel 1990 a Più Bella. Dopo un anno è passata al settimanale Oggi, dove è anche arrivata alla carica di vicedirettrice che ha ricoperto a partire dal 2002. Nel novembre 2006 è diventata direttrice del settimanale Gente. Nel 2016, sotto la sua direzione, il formato di Gente si è ingrandito per poter "pubblicare fino a potere mostrare ogni sfumatura, tutti i particolari e i dettagli". Nel luglio 2021, dopo quasi 15 anni, decide di lasciare la direzione di Gente.

### Impegno sociale
Monica Mosca partecipa a diverse iniziative per difendere i diritti delle donne e valorizzarne la figura nella società e nelle istituzioni. Nell'ottobre 2018 ha preso parte a un confronto tra parlamentari e giornaliste sui diritti delle donne presso la sala Isma del Senato nella cornice dei Dialoghi a Spoleto insieme ad altre direttrici e politiche. A dicembre dello stesso anno, Monica Mosca ha dato il suo sostegno alla campagna di sensibilizzazione contro la violenza sulle donne #NonèNormaleCheSiaNormale lanciata dalla Camera dei Deputati: in particolare insieme ad altre giornaliste e conduttrici televisive ha raccolto la testimonianza, sotto forma di intervista, di vittime della violenza di genere in occasione del lancio di tale campagna presso la Camera.
Insieme a manager, imprenditori, politici e giornalisti nell’ottobre 2019 ha partecipato al seminario internazionale “Donne, economia e potere” della Fondazione Bellisario, giunto alla XX edizione e centrato sullo sviluppo sostenibile. Per l’occasione ha coordinato e fatto da relatrice al tavolo di lavoro sulla famiglia, presentando presso l’Università di Treviso alcune proposte come un implemento al congedo di paternità, per permettere ai padri di occuparsi dei figli e sradicare lo stereotipo per cui debbano farlo solo le madri, e una pubblicità progresso per informare tutte le donne dei diritti di cui già dispongono.

## Controversie
La copertina di Gente di agosto 2020 pubblica la fotografia di Chanel Totti, figlia 13enne di Francesco Totti ed Ilary Blasi, in costume da bagno e facendo cenno nel titolo alla somiglianza con la madre. La showgirl e l'ex calciatore accusano, con un post sui social network, la direttrice Monica Mosca di aver pubblicato la foto del "lato B" della figlia adolescente "senza curarsi del problema sempre più evidente della sessualizzazione e mercificazione del corpo delle adolescenti".
All'agenzia ANSA, Mosca commenta: "Sono molto dispiaciuta e amareggiata per le reazioni generate dalla pubblicazione sulla copertina di Gente della foto di Francesco Totti e della figlia Chanel, scattate in spiaggia". Ha sottolineato poi di essere impegnata da quasi vent'anni per valorizzare le donne e difendere i minori e che l'intento era "semplicemente ritrarre la famiglia Totti in un momento di normalità. In alcun modo, ovviamente, abbiamo mai inteso uscire da questo obiettivo".
Il 24 agosto 2020, l'ordine dei giornalisti ha deciso di segnalare la direttrice Mosca al collegio disciplinare per verificare la sussistenza di eventuali violazioni della Carta di Treviso, inserita nel testo unico della deontologia.

## Premi e riconoscimenti
Nel 2008 presso la Sala Capitolare del Senato della Repubblica ha ricevuto il premio AILA "Progetto Donna" per essersi distinta con la sua attività a favore delle donne. La premiazione è stata preceduta da una tavola rotonda sul tema "La donna del Terzo Millennio: aspetti biologici e sociali".
Nel 2012 è stata tra i vincitori del premio Cinque stelle al Giornalismo per la sua "originalità e capacità di interpretare le aspettative del pubblico" e per aver portato "Gente ai vertici delle classifiche dei periodici e con un’autorevolezza crescente, anche per l’affidabilità delle cronache e dei commenti pubblicati.".
Il 1º luglio 2021 Mosca vince per il settore informazione la Mela d'oro della XXXIII edizione del premio della Fondazione Marisa Bellisario, per aver intrapreso, come le altre vincitrici, "le giuste battaglie, quelle per l’occupazione femminile e per la parità di genere", ha spiegato la presidente della Fondazione Lella Golfo. Prima della premiazione, il Presidente della Repubblica Sergio Mattarella ha incontrato al Quirinale le premiate.